# Айсі-Лу
Айсі-Лу (перс. عیسی‌لو) — село в Ірані, входить до складу дехестану Південний Барандузчай у Центральному бахші шахрестану Урмія провінції Західний Азербайджан.